# 国道362号

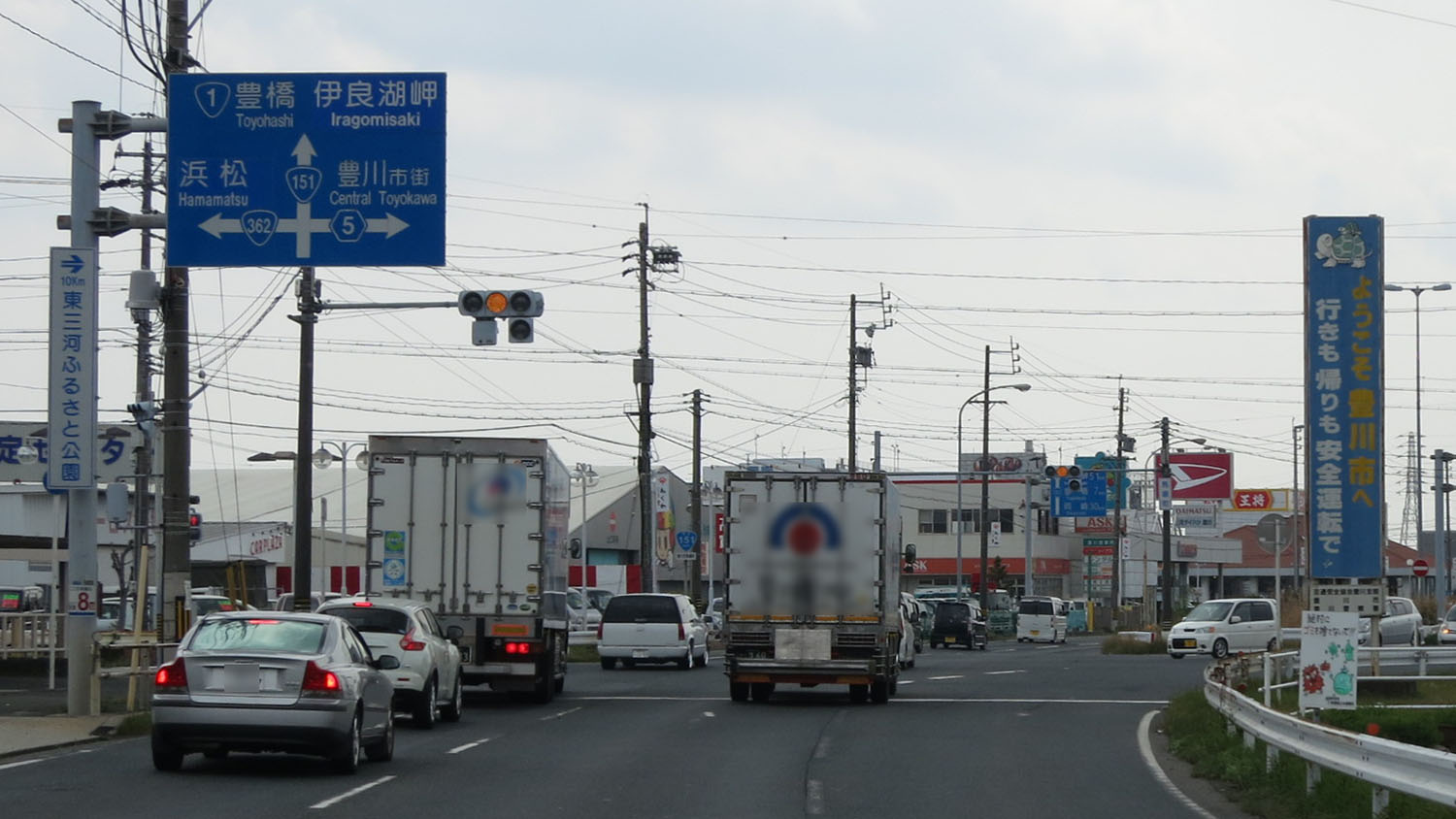
国道362号起点
愛知県豊川市 馬場町交差点

国道362号（こくどう362ごう）は愛知県豊川市から静岡県浜松市浜名区、天竜区、榛原郡川根本町を経由して、静岡市葵区に至る一般国道である。

## 概要
起点の豊川市から東に進み、浜松市浜名区の三ヶ日地区付近では、浜名湖（猪鼻湖）の北側を通行する。その後、国道152号との重複区間を経て、天竜区の春野地区や、大井川上流部に位置する榛原郡川根本町を経由し、終点の静岡市葵区に至る路線である。

### 路線データ
一般国道の路線を指定する政令に基づく起終点および重要な経過地は次のとおり。
- 起点：豊川市（馬場町交差点 = 国道151号交点）
- 終点：静岡市（葵区、常磐町2丁目交差点 = 国道1号交点）
- 重要な経過地：静岡県引佐郡三ケ日町[注釈 2]、同郡細江町[注釈 2]、同郡引佐町[注釈 2]、浜北市[注釈 2]、天竜市[注釈 3]、同県周智郡春野町[注釈 3]、同県榛原郡中川根町[注釈 4]
- 総延長 : 157.6 km（静岡県 36.3 km、静岡市 26.2 km、浜松市 87.0 km、愛知県 8.1 km）重用延長、未供用延長を含む[2][注釈 5]
- 重用延長 : 5.5 km（静岡県 - km、静岡市 - km、浜松市 5.5 km、愛知県 - km）[2][注釈 5]
- 未供用延長 : 0.0 km（静岡県 - km、静岡市 0.0 km、浜松市 - km、愛知県 - km）[2][注釈 5]
- 実延長 : 152.1 km（静岡県 36.3 km、静岡市 26.2 km、浜松市 81.5 km、愛知県 8.1 km）[2][注釈 5]
  - 現道 : 147.0 km（静岡県 36.3 km、静岡市 26.2 km、浜松市 76.4 km、愛知県 8.1 km）[2][注釈 5]
  - 旧道 : 1.5 km（静岡県 - km、静岡市 0.0 km、浜松市 1.5 km、愛知県 - km）[2][注釈 5]
  - 新道 : 3.6 km（静岡県 - km、静岡市 - km、浜松市 3.6 km、愛知県 - km）[2][注釈 5]
- 指定区間：なし[3]

## 路線状況

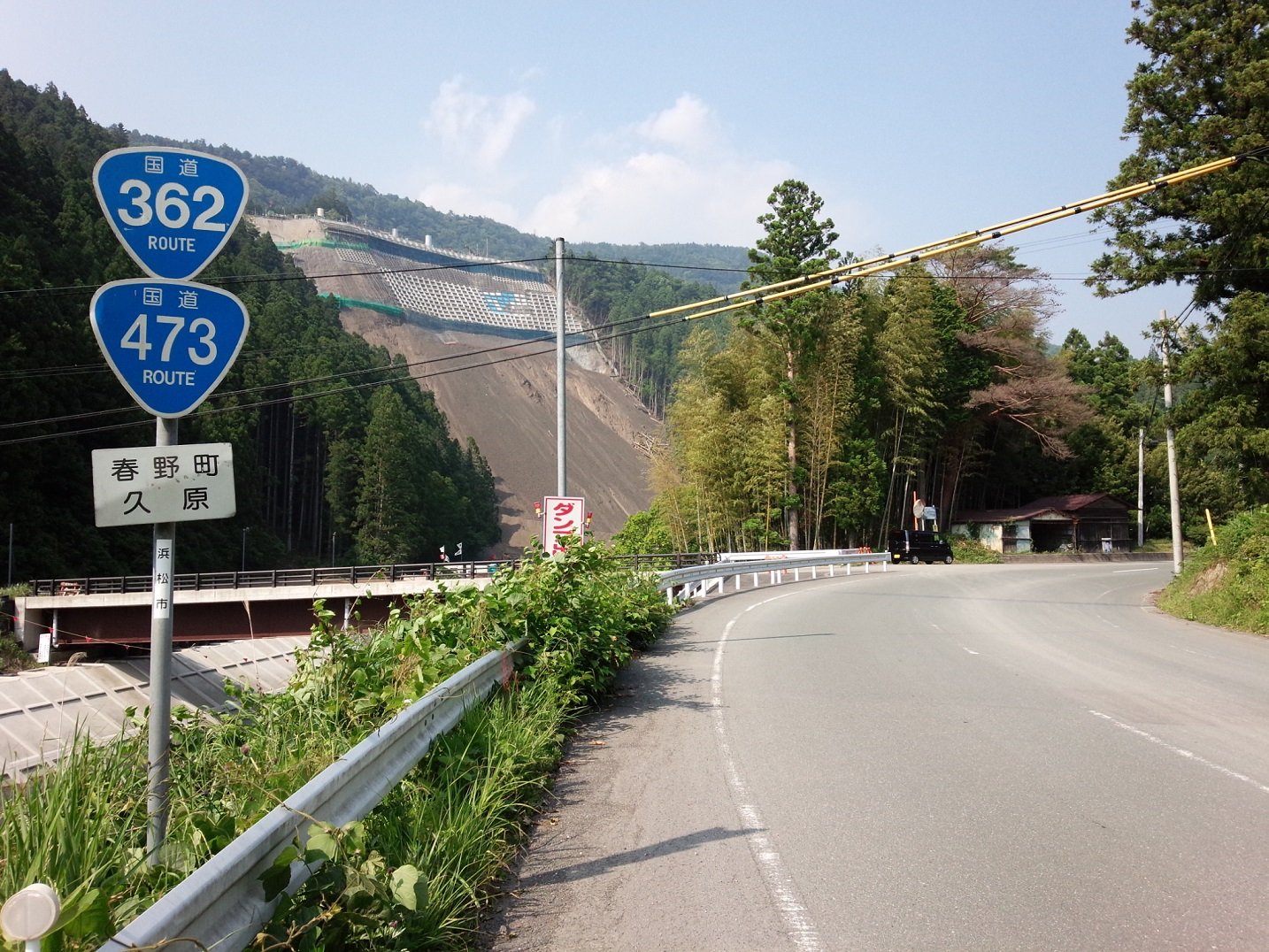
国道473号との重複区間
（隘路区間の入り口付近）
浜松市天竜区春野町久原

路線の大部分にあたる静岡県西部と中部の山間部は、いわゆる「酷道」のひとつに挙げられている。静岡県浜松市から榛原郡川根本町の区間は、国道473号との重複区間でもある。浜松市天竜区春野町気田 - 榛原郡川根本町下長尾の酷道区間は、幅員の狭い未改良区間が断続的にあり、年々わずかずつであるが改良工事が進められている。大井川に面してからは右岸を北上し、比較的道が広い。千頭付近から再び山越えの区間となり、次第に隘路となる。また、この区間の途中には本川根静岡バイパスの一部となる未供用のトンネルがある。静岡市葵区の山岳区間は、センターラインがないヘアピンカーブが連続する急勾配の坂道となる。現在の法令に基づく道路勾配の上限は12 %になっているが、国道362号では12 %を越える15 %勾配表示の道路標識が設置されているところもある。

### バイパス
- 宮口バイパス
  - 浜松市浜名区新都田から尾野にかけての狭隘区間を北に迂回する。2009年（平成21年）10月に麁玉中学校北側から尾野までが供用開始され、残りの区間も事業中。
- 青部バイパス
  - 狭隘な川根本町元藤川の小井平地区から同町崎平までの区間（約3 km）を、大井川対岸の青部地区を経由してショートカットする（1.7 km）。2003年（平成15年）12月に青部 - 崎平の第1期区間（0.5 km）が開通。元藤川 - 青部の第2期区間のうち、元藤川から渡河する藤沢橋が2014年（平成26年）10月21日に開通[6]、残りの青部トンネル（0.3 km）と盛土部（青部駅北側、0.5 km）も2018年（平成30年）3月20日に開通した[7]。
- 本川根静岡バイパス
  - 川根本町東藤川から静岡市葵区にかけての狭隘な山越え区間（約10 km）を整備中[8]。

### 通称
- 本坂街道（豊橋市）
- 藁科街道（静岡市）

### 重複区間
- 国道301号（静岡県浜松市浜名区三ヶ日町・高橋交差点 - 浜松市浜名区・東天王交差点）
- 国道257号（静岡県浜松市浜名区・金指西交差点 - 浜松市浜名区・細江町三和）
- 国道152号（静岡県浜松市天竜区・山東交差点 - 浜松市浜名区・根堅交差点）
- 国道473号（静岡県浜松市天竜区・山東交差点 - 榛原郡川根本町・瀬沢交差点）

### 道の駅
- 静岡県
  - いっぷく処横川（浜松市天竜区）
  - フォーレなかかわね茶茗舘（榛原郡川根本町）

## 地理

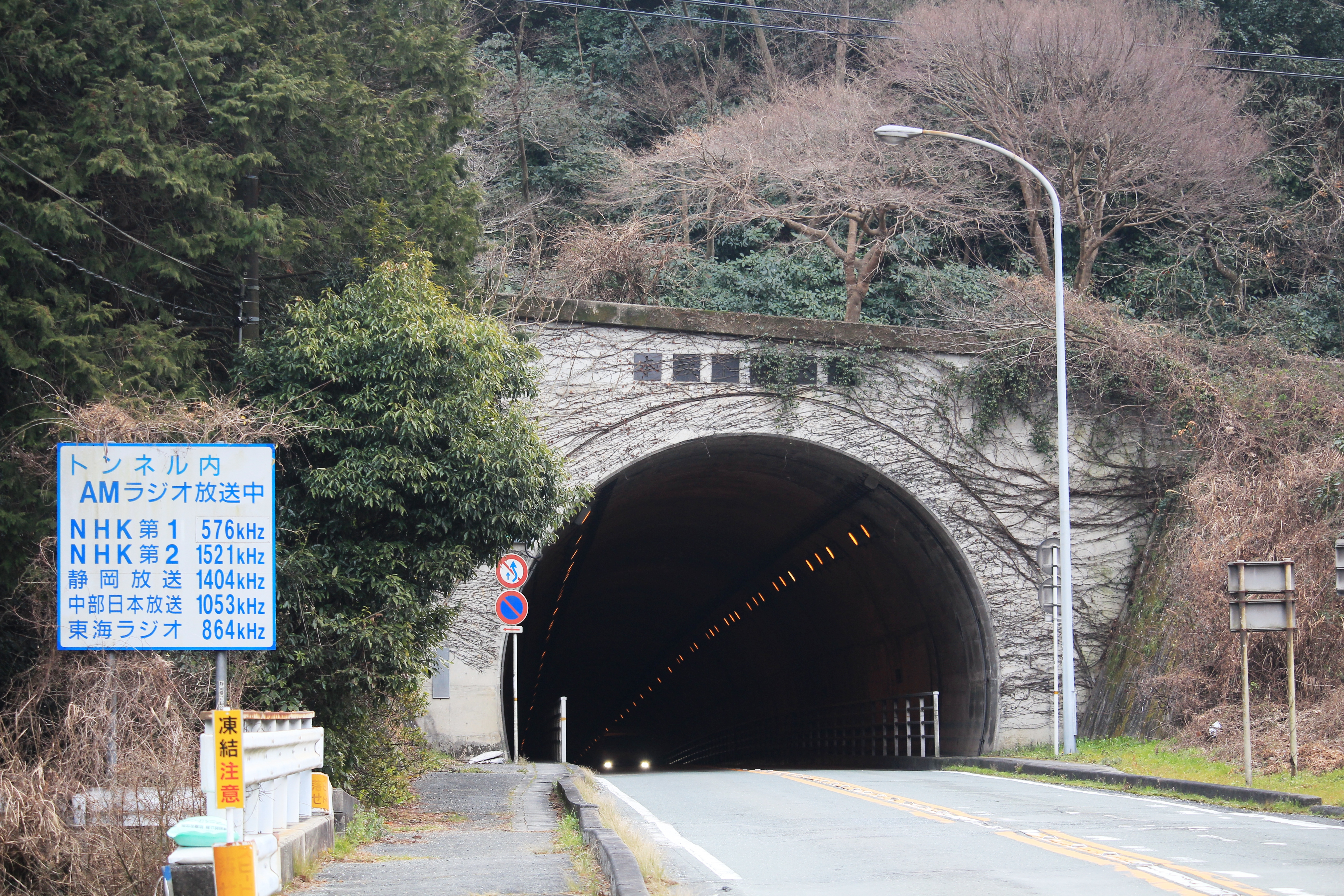
県境の弓張山地を貫く本坂トンネル西口、愛知県豊橋市

豊川市から浜松市浜名区細江町気賀の区間は江戸時代に姫街道と呼ばれていた。豊橋市嵩山に三河国守護代の三河西郷氏の一族が街道をおさえるため築城した月ヶ谷城（わちがやじょう）址がある。愛知県と静岡県の県境である本坂峠の区間は、弓張山地越えの隘路と、本坂トンネルの2種類がある。
静岡県浜松市浜名区三ヶ日町から天竜区二俣町の区間は天竜浜名湖鉄道天竜浜名湖線とほぼ並行している。その後、天竜川支流気田川沿いに北上。静岡県榛原郡川根本町内では、大井川鐵道と並走する。川根茶の産地で知られる川根本町は川根茶の産地として知られており、沿道は「天空の茶産地川根」の看板が掲げられている。静岡市葵区昼居渡からは安倍川支流藁科川に沿って南下（藁科街道）、幅員が広くなる。羽鳥地区を経て静岡の市街地に入る。

### 通過する自治体
- 愛知県
  - 豊川市 - 豊橋市
- 静岡県
  - 浜松市（浜名区 - 天竜区） - 榛原郡川根本町 - 静岡市（葵区）

### 交差する道路
- 国道151号（豊川市）
- 国道301号（浜松市浜名区三ヶ日町）
- E1東名高速道路（三ヶ日IC、浜松市浜名区） - 静岡県道85号三ヶ日インター線を通じて接続）
- 国道257号（浜松市浜名区）
- 国道152号（浜松市天竜区）
- 国道473号（川根本町）
- 国道1号静清バイパス（静岡市葵区）
- 国道1号（静岡市葵区）

## ギャラリー

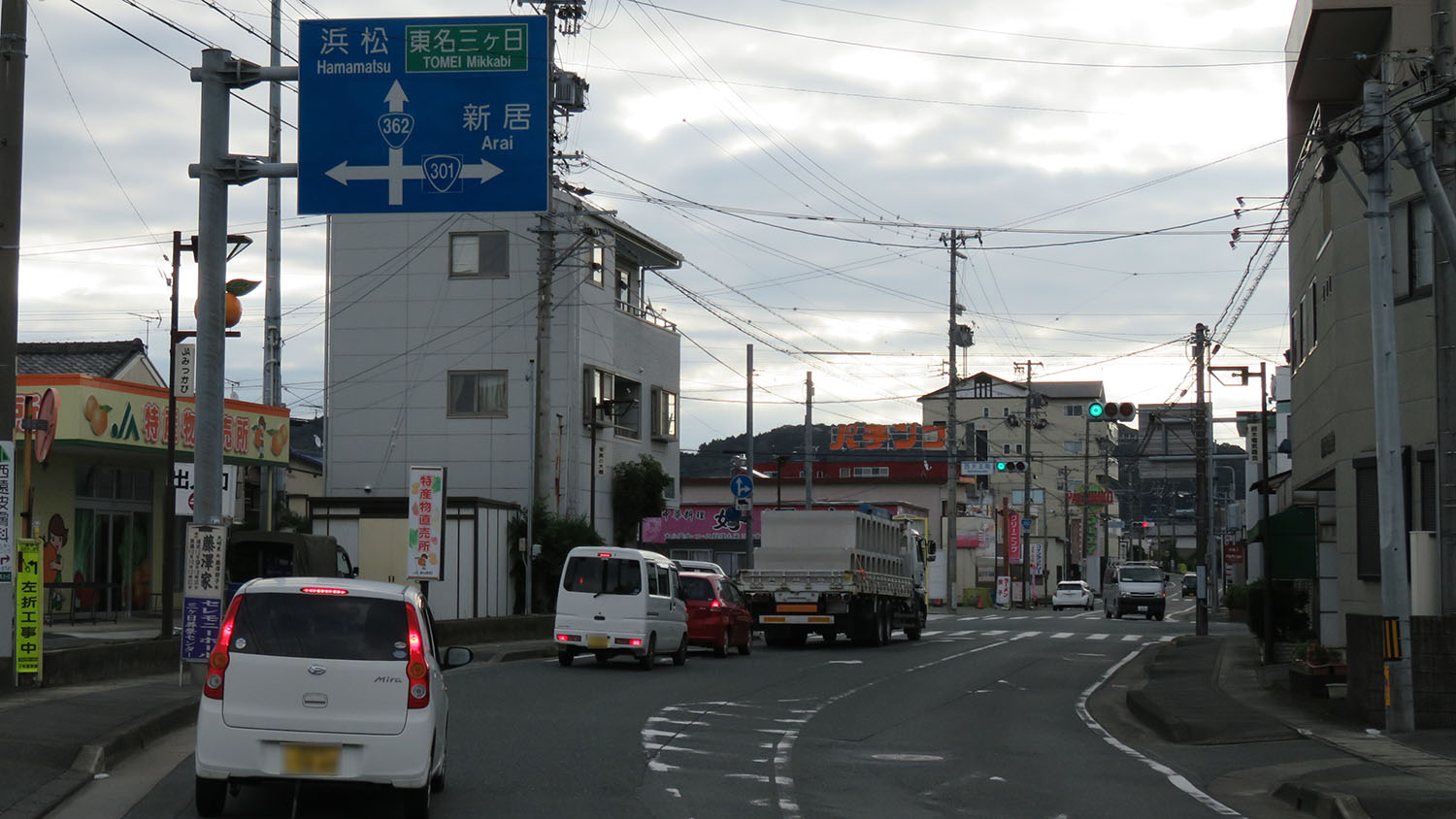
国道301号との分岐 浜松市浜名区三ヶ日町
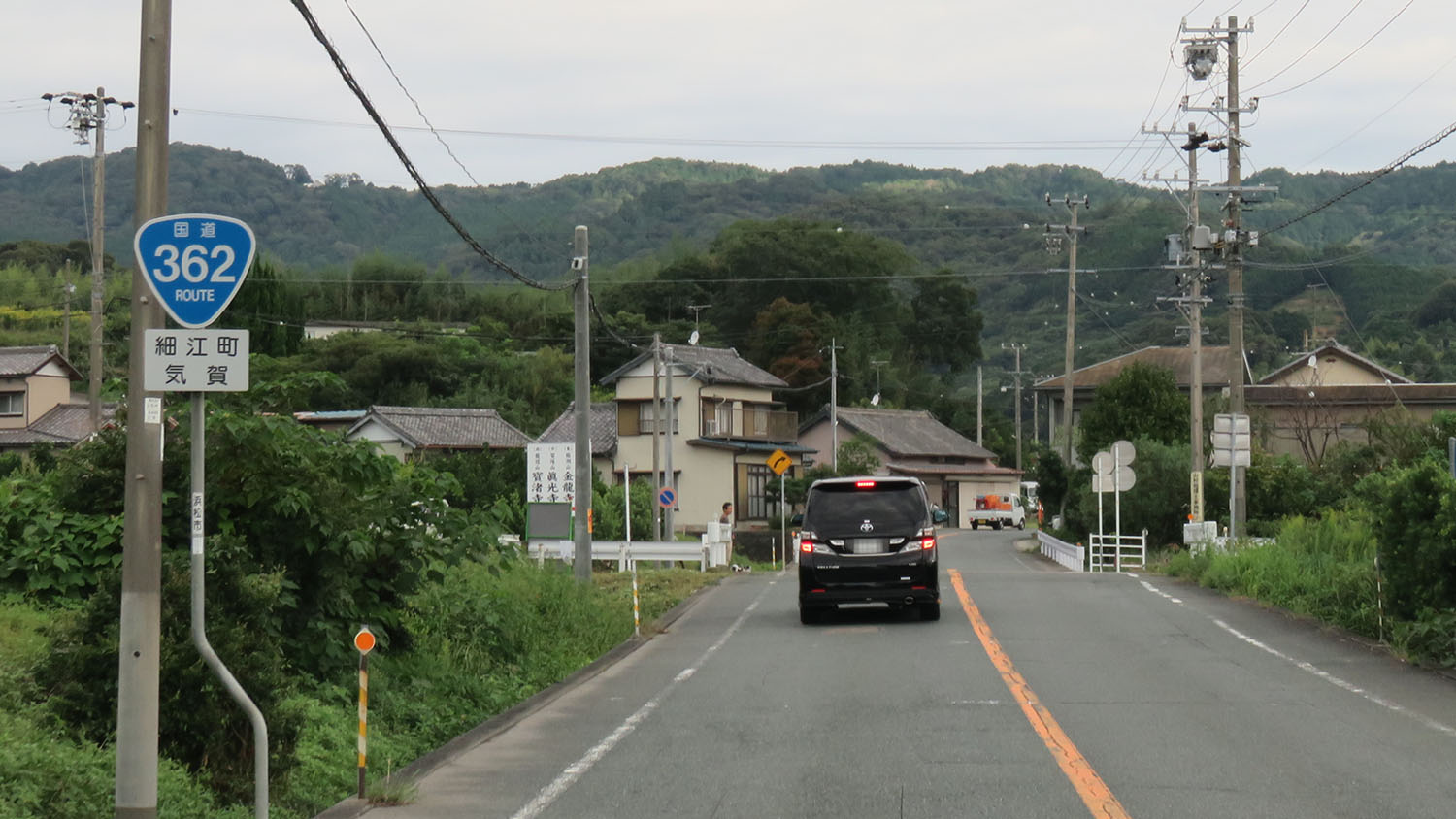
浜松市浜名区細江町気賀
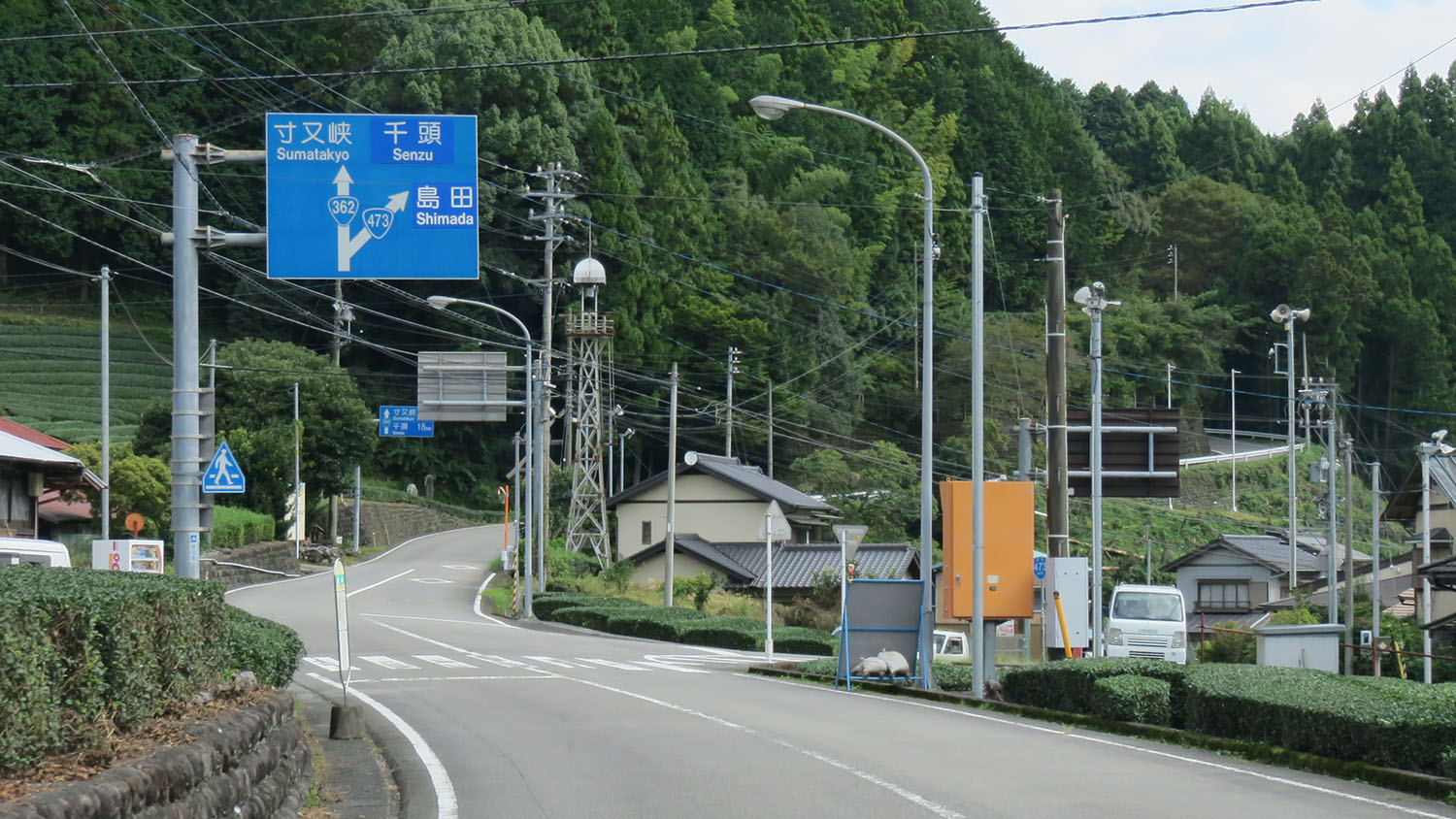
国道473号との分岐 榛原郡川根本町下長尾
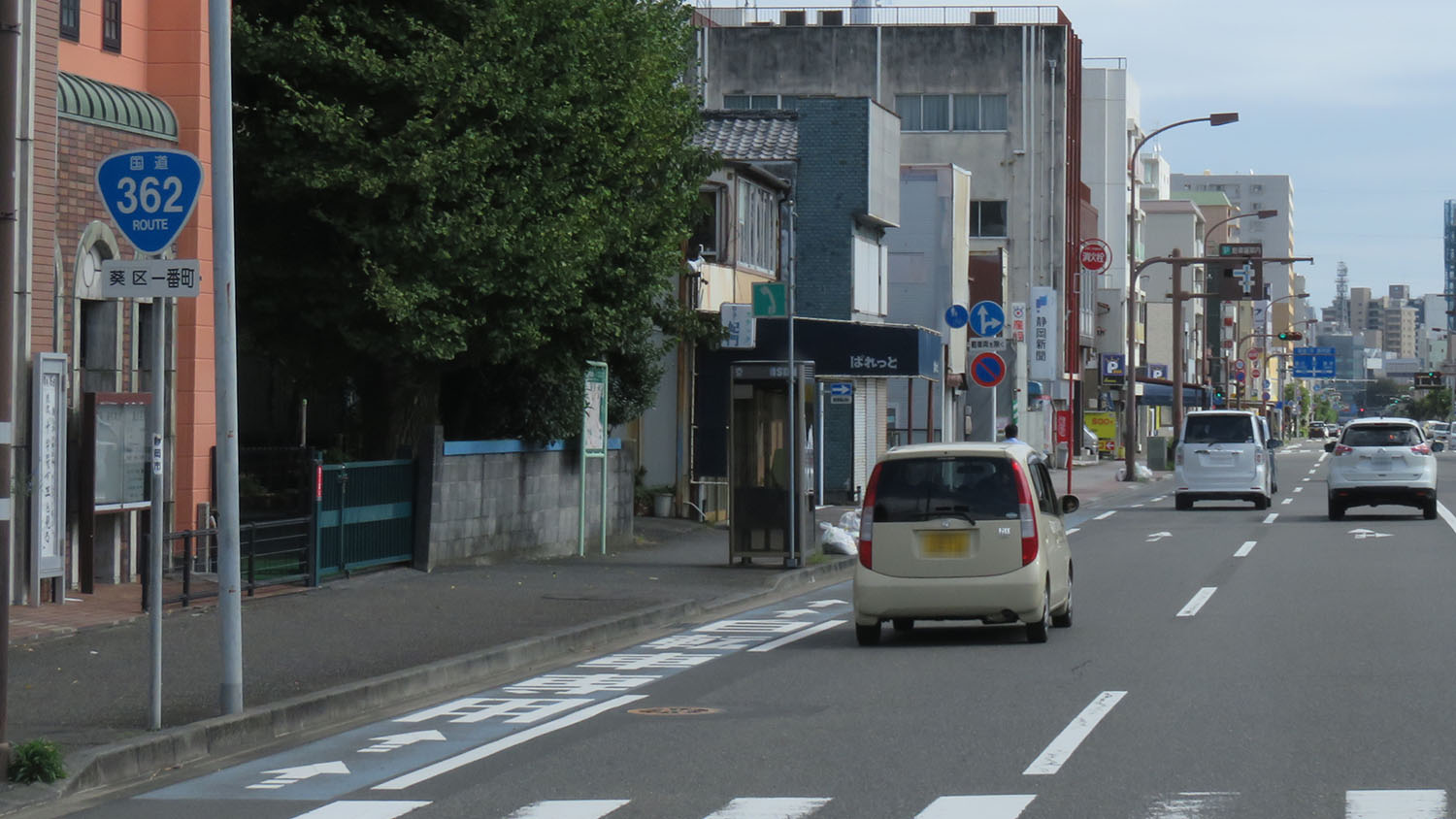
静岡市葵区一番町